# Schwarzach (Bajorország)
Schwarzach település Németországban, azon belül Bajorországban. Lakosainak száma 2940 fő (2023. december 31.). Schwarzach Bernried és Offenberg községekkel határos.

## Népesség
A település népessége az elmúlt időszakban az alábbi módon változott:
| Lakosok száma | 1538 | 2023 | 2198 | 2263 | 2778 | 2797 | 2799 | 2812 | 2888 | 2940 |
|               | 1875 | 1950 | 1970 | 1987 | 2012 | 2013 | 2015 | 2017 | 2021 | 2023 |